# Wilhelminakerk (Bussum)
De Wilhelminakerk is een van de twee protestantse kerken in Bussum, gelegen aan het Wilhelminaplantsoen in het centrum. De kerk is een laat werk (1926) van Tjeerd Kuipers en is een gemeentelijk monument. De andere protestantse kerk is de Spieghelkerk.

## Kerkgebouw en interieur
Het kerkgebouw is een kruiskerk met houten tongewelven in een spitsboog en met een toren naast de voorgevel. De muren en zware pijlers van de kerk zijn deels van baksteen gebouwd en hier en daar zachtgeel gepleisterd.

### Orgel
In 1926 werd hier een orgel geplaatst door Valckx & Van Kouteren. 
Het orgel is vervolgens vervangen door een van de belangrijkste orgels uit het vroege oeuvre van de orgelbouwer D.A. Flentrop te Zaandam. Het werd in 1948/49 gebouwd voor de  Vredekerk te Bussum en in 1998 overgeplaatst naar de Wilhelminakerk. Het orgel gat boven het liturgisch centrum is pas in 2004 gedicht en in 2008 is daar een wit kruis op aangebracht.

### Glas in Lood ramen
Behalve enkele kleine ramen aan de zijkanten, zijn een aantal hoge  glas in loodramen aangebracht. De gebrandschilderde ramen zijn van de hand van Willem Mengelberg (1897-1967). De drie gestrekte gedeeltelijk gebrandschilderde ramen werden uitgevoerd in dieptetinten. De oostelijke voorstelling is een Ster, die meer noordelijk het Kruis en westelijk gericht het Licht, aan weerszijden geflankeerd door twee enigszins Oosters aandoende figuren, die zich oplossen in een kleurenspel. De drie gestrekte ramen zijn ieder weer onderverdeeld in vijf smalle ramen.

### Kroonluchter
De kroonluchter met 24 lampjes komt oorspronkelijk uit de Vredekerk.

### Kerk klok
De tegenwoordige kerkklok is een luidklok met klepel van ruim 1.400 kilo en hangt op een hoogte van 30 meter. Op de klok staat gegoten: "Door roof verloren, in vree herboren, nodigt tot Hem, mijn bronzen stem (AD 1949)".
In de Tweede Wereldoorlog werd de klok door de Duitsers geroofd, naderhand door geld in te zamelen werd in 1949 een nieuwe klok opgehangen.

## Functie gebouw
De kerk doet dienst als protestantse kerkgebouw en ontmoetingscentrum.

### Het Trefpunt Bij Bosshardt
Op zaterdag 4 september 2021 is het ontmoetingscentrum ‘Bij Bosshardt Het Trefpunt’ geopend.

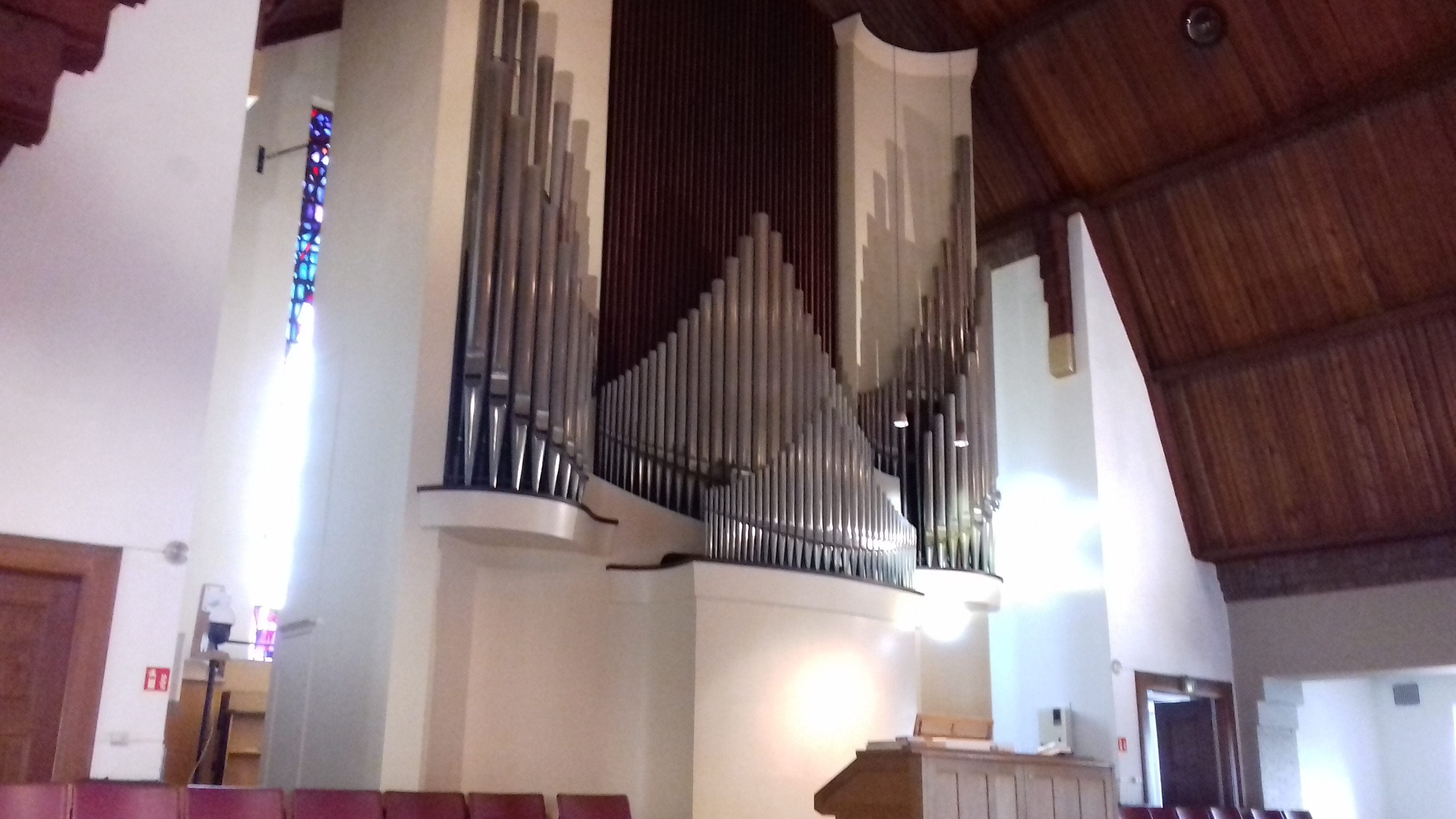
Orgel
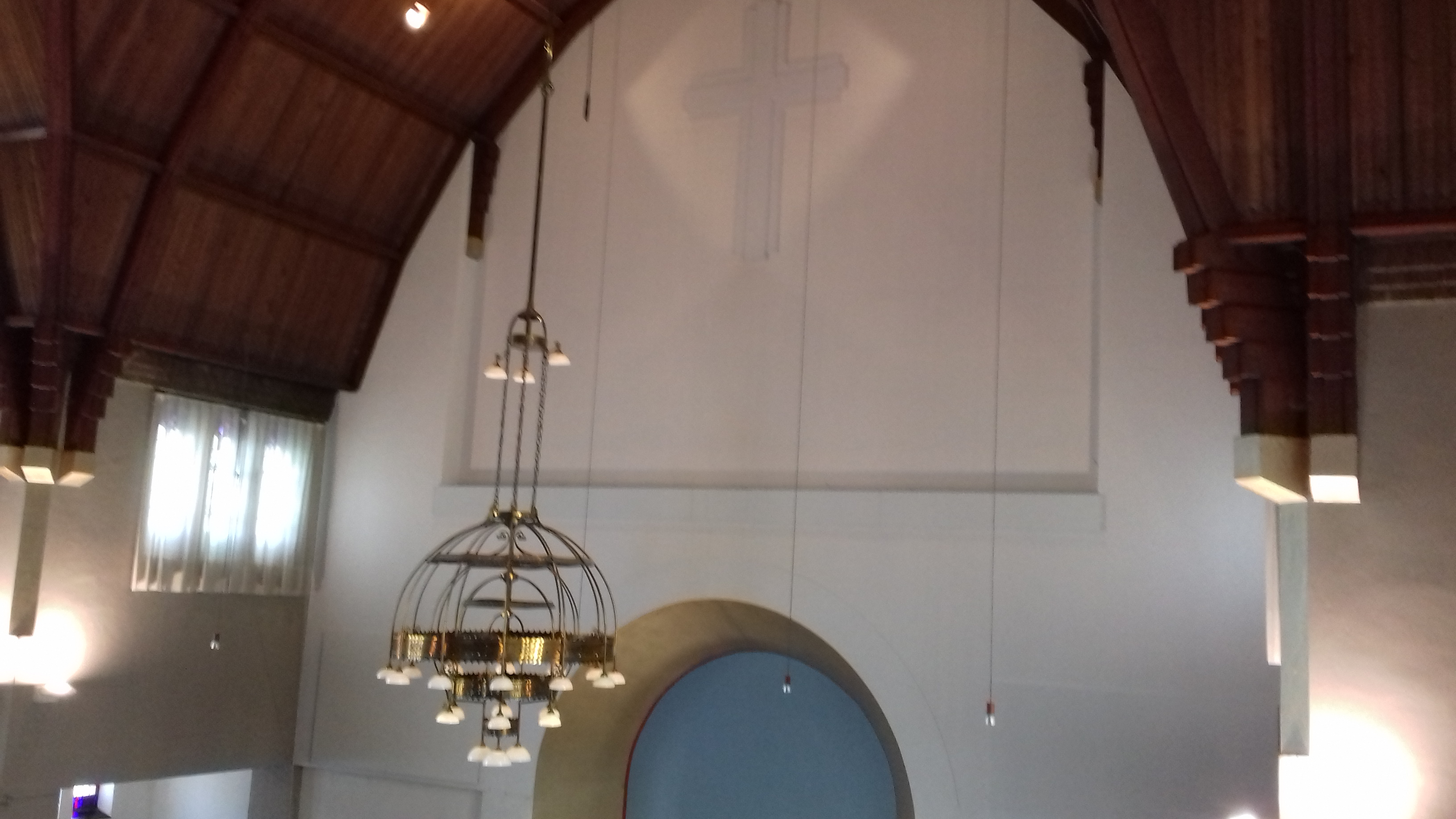
Kroonluchter
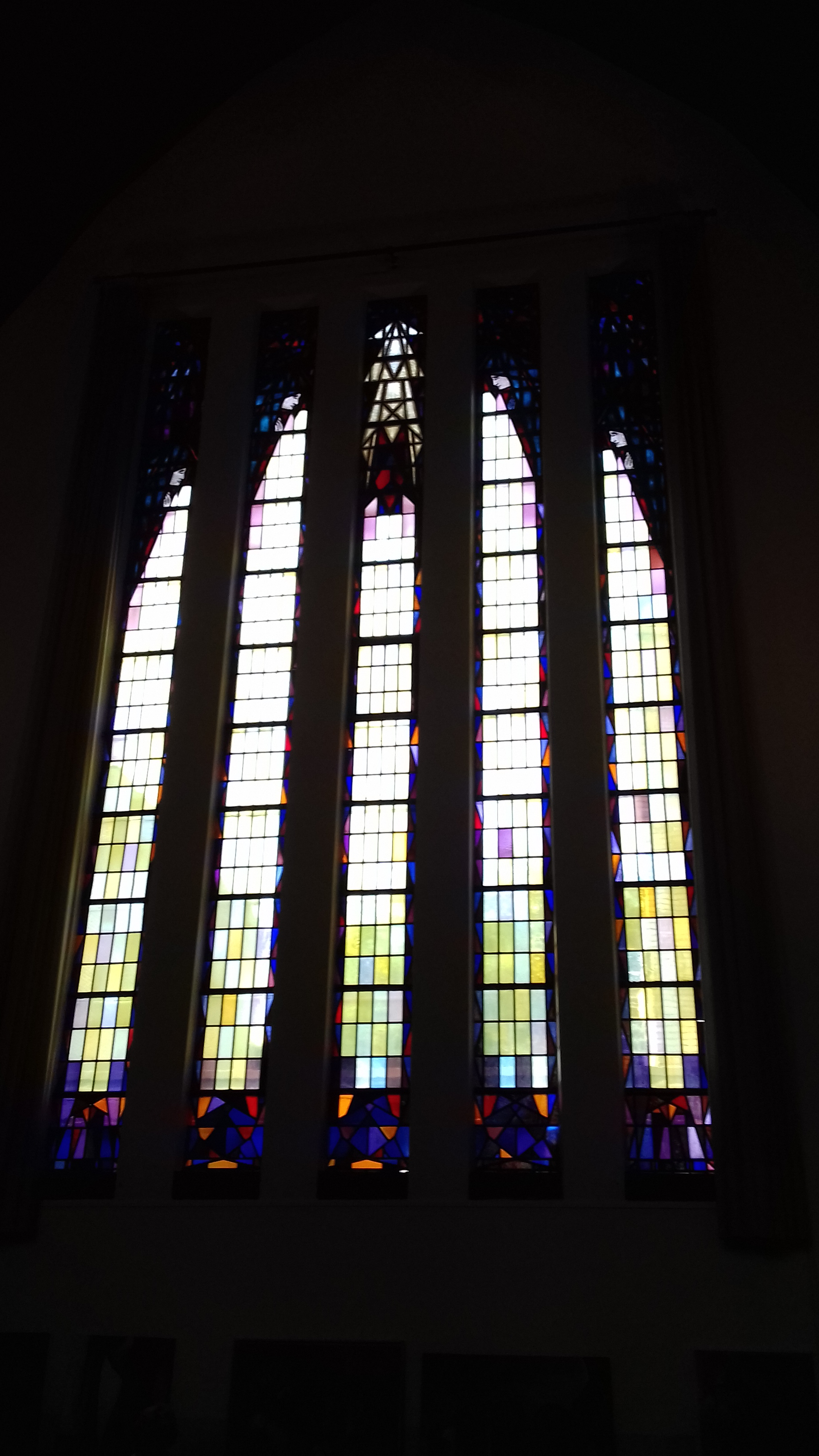
Glas in loodraam
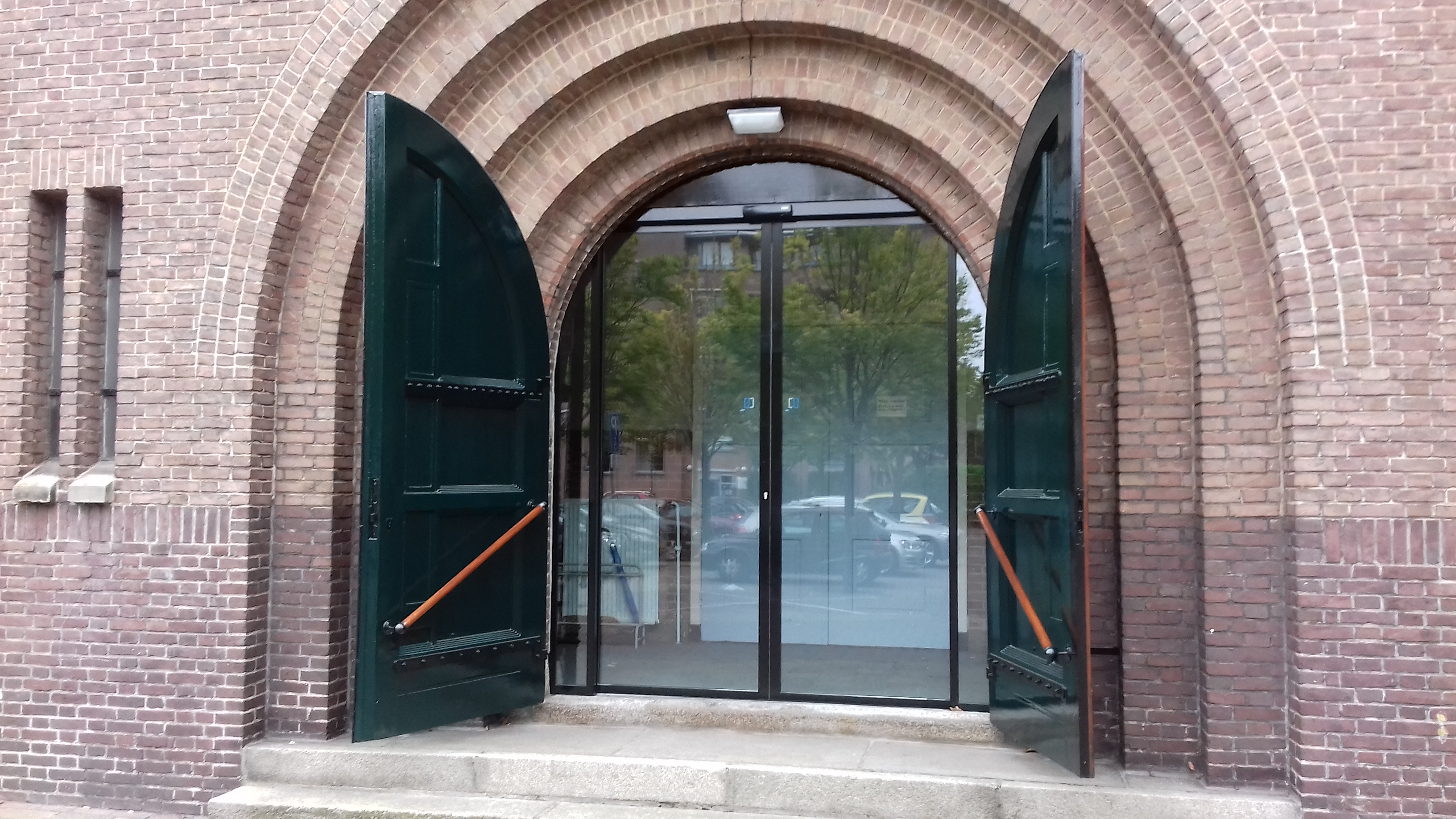
Hoofd Ingang
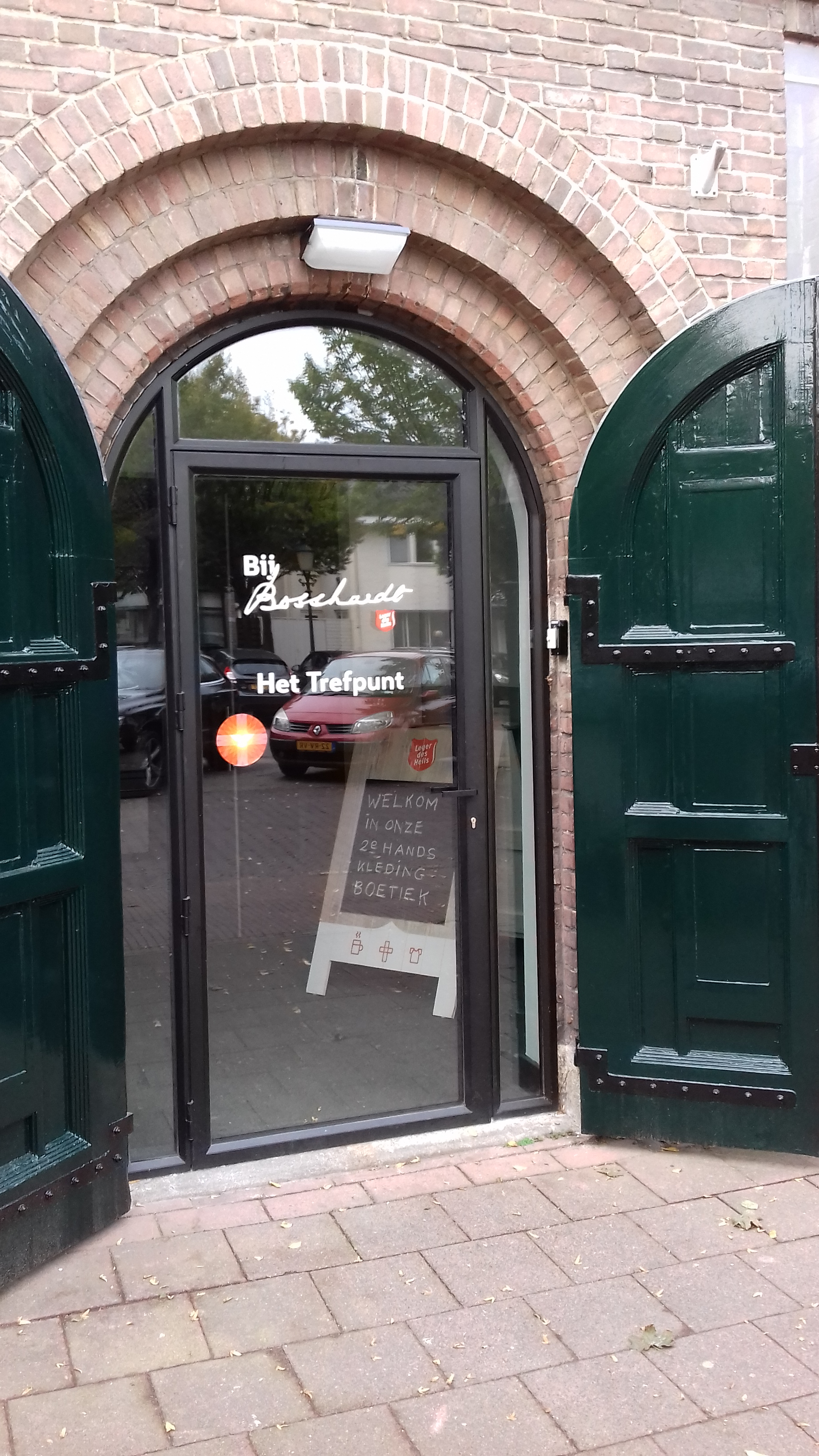
Zij Ingang, Bosshardt Trefpunt
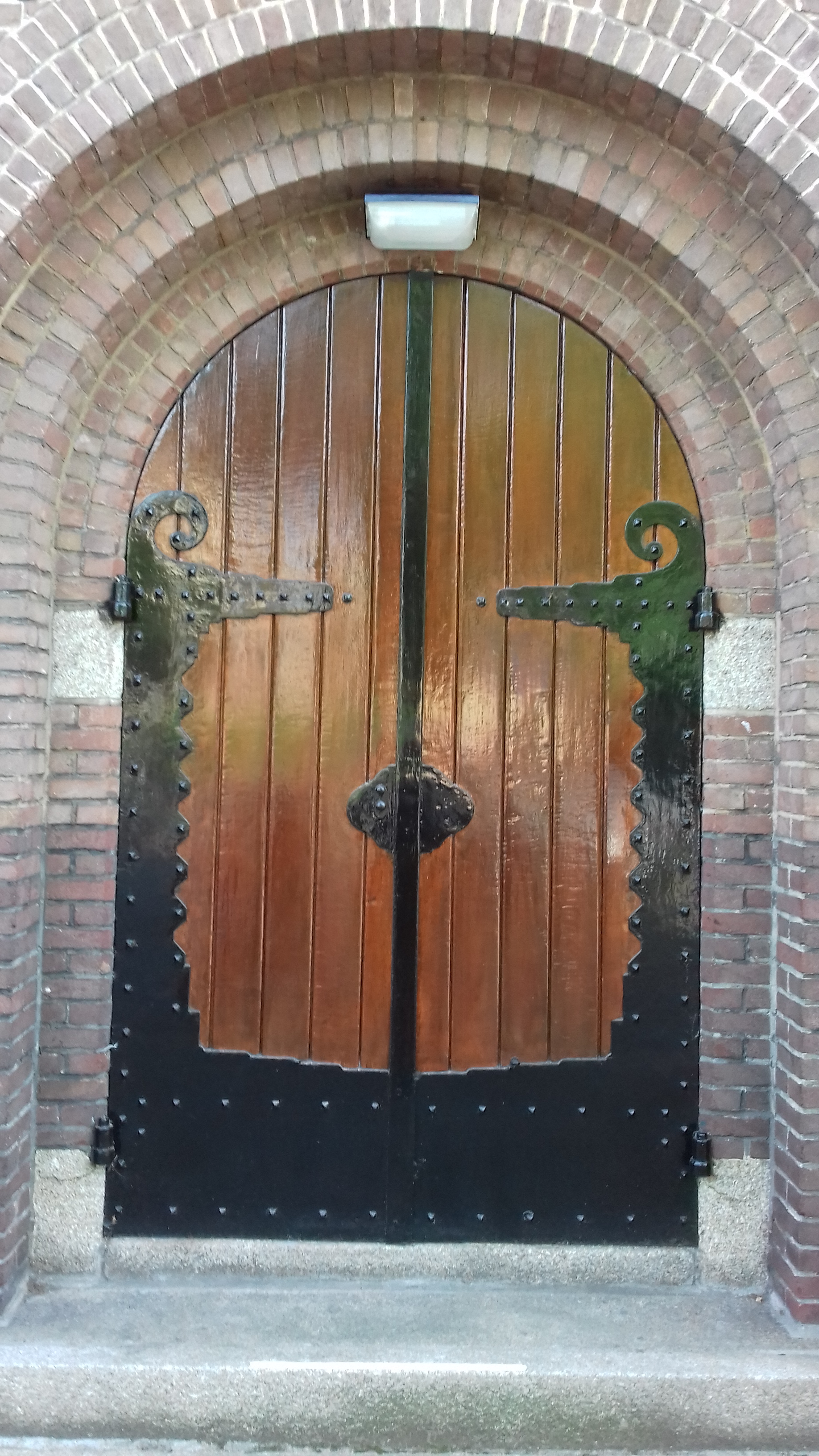
Kleine zijdeur